# Thomaston (Alabama)
 Thomaston, Alabama és una població dels Estats Units a l'estat d'Alabama. Segons el cens del 2000 tenia 383 habitants.

## Demografia
Segons el cens del 2000, Thomaston tenia 383 habitants, 163 habitatges, i 105 famílies La densitat de població era de 73,6 habitants/km².
Dels 163 habitatges en un 27% hi vivien nens de menys de 18 anys, en un 39,9% hi vivien parelles casades, en un 23,3% dones solteres, i en un 35% no eren unitats familiars. En el 33,7% dels habitatges hi vivien persones soles el 25,2% de les quals corresponia a persones de 65 anys o més que vivien soles. El nombre mitjà de persones vivint en cada habitatge era de 2,35 i el nombre mitjà de persones que vivien en cada família era de 3,01.
Per edats la població es repartia de la següent manera: un 24% tenia menys de 18 anys, un 9,4% entre 18 i 24, un 24% entre 25 i 44, un 20,6% de 45 a 60 i un 21,9% 65 anys o més.
L'edat mediana era de 40 anys. Per cada 100 dones hi havia 79 homes. Per cada 100 dones de 18 o més anys hi havia 69,2 homes.
La renda mediana per habitatge era de 25.972 $ i la renda mediana per família de 31.250 $. Els homes tenien una renda mediana de 32.404 $ mentre que les dones 21.750 $. La renda per capita de la població era de 13.390 $. Aproximadament el 22,1% de les famílies i el 29,2% de la població estaven per davall del llindar de pobresa.

## Poblacions més properes
El següent diagrama mostra les poblacions més properes.